# Segretario di Stato per gli affari esteri, del Commonwealth e dello sviluppo
Il Segretario di Stato per gli affari esteri, del Commonwealth e dello sviluppo (in inglese: Secretary of State for Foreign, Commonwealth and Development Affairs; dal 1782 al 1968 Segretario di Stato per gli affari esteri) dal 1968, unificata con quella di Segretario di Stato per gli affari del Commonwealth, noto anche come Segretario agli esteri (in inglese: Foreign Secretary), è un ministro della Corona del governo del Regno Unito e capo del Foreign Office. Considerato uno dei ministri più anziani del governo e un Grande ufficiale dello Stato, il segretario è un membro del Gabinetto del Regno Unito, quarto nell'ordine di precedenza.

## Lista

### Regno di Gran Bretagna (1707-1801)
| Segretario    | Segretario | Segretario                                 | Partito      | Governo       | Mandato          | Mandato          |
| Segretario    | Segretario | Segretario                                 | Partito      | Governo       | Inizio           | Fine             |
| ------------- | ---------- | ------------------------------------------ | ------------ | ------------- | ---------------- | ---------------- |
| Affari esteri |            |                                            |              |               |                  |                  |
|               |            | Charles James Fox (1749-1806)              | Whigs        | Rockhingam II | 27 marzo 1782    | 4 luglio 1782    |
|               |            | Thomas Robinson (1738-1786)                | Whigs        | Shelburne     | 13 luglio 1782   | 2 aprile 1783    |
|               |            | Charles James Fox (1749-1806)              | Whigs        | Fox - North   | 2 aprile 1783    | 19 dicembre 1783 |
|               |            | George Nugent-Temple-Grenville (1753-1813) | Partito Tory | Pitt I        | 19 dicembre 1783 | 23 dicembre 1783 |
|               |            | Francis Osborne (1751-1799)                | Partito Tory | Pitt I        | 23 dicembre 1783 | maggio 1791      |
|               |            | William Wyndham Grenville (1759-1834)      | Partito Tory | Pitt I        | 8 giugno 1791    | 20 febbraio 1801 |
|               |            | Robert Banks Jenkinson (1770-1828)         | Partito Tory | Pitt I        | 20 febbraio 1801 | 17 marzo 1801    |

### Regno Unito di Gran Bretagna e Irlanda (1801-1922)
| Segretario    | Segretario       | Segretario                          | Partito                                              | Governo                        | Mandato           | Mandato             |
| Segretario    | Segretario       | Segretario                          | Partito                                              | Governo                        | Inizio            | Fine                |
| ------------- | ---------------- | ----------------------------------- | ---------------------------------------------------- | ------------------------------ | ----------------- | ------------------- |
| Affari esteri |                  |                                     |                                                      |                                |                   |                     |
|               |                  | Robert Banks Jenkinson (1770-1828)  | Partito Tory                                         | Addington                      | 17 marzo 1801     | 14 maggio 1804      |
|               |                  | Dudley Ryder (1762-1847)            | Partito Tory                                         | Pitt II                        | 14 maggio 1804    | 11 gennaio 1805     |
|               |                  | Henry Phipps (1755-1831)            | Partito Tory                                         | Pitt II                        | 11 gennaio 1805   | 11 febbraio 1806    |
|               |                  | Charles James Fox (1749-1806)       | Whigs                                                | Ministero di tutti gli Ingegni | 11 febbraio 1806  | 13 settembre 1806 † |
|               |                  | Charles Grey (1764-1845)            | Whigs                                                | Ministero di tutti gli Ingegni | 24 settembre 1806 | 25 marzo 1807       |
|               |                  | George Canning (1770-1827)          | Partito Tory                                         | Portland II                    | 25 marzo 1807     | 1º novembre 1809    |
|               |                  | Henry Bathurst (1762-1834)          | Partito Tory                                         | Perceval                       | 1º novembre 1809  | 6 dicembre 1809     |
|               |                  | Richard Wellesley (1760-1842)       | Partito Tory                                         | Perceval                       | 6 dicembre 1809   | 4 marzo 1812        |
|               |                  | Robert Stewart (1769-1822)          | Partito Tory                                         | Perceval                       | 4 marzo 1812      | 8 giugno 1812       |
| Liverpool     | 8 giugno 1812    | Robert Stewart (1769-1822)          | Partito Tory                                         | 12 agosto 1822†                |                   |                     |
| Liverpool     |                  |                                     | George Canning (1770-1827)                           | Partito Tory                   | 16 settembre 1822 | 30 aprile 1827      |
|               |                  | John William Ward (1781-1833)       | Partito Tory                                         | Canning                        | 30 aprile 1827    | 8 agosto 1827       |
| Goderich      | 8 agosto 1827    | John William Ward (1781-1833)       | Partito Tory                                         | 22 gennaio 1828                |                   |                     |
| Wellington I  | 22 gennaio 1828  | John William Ward (1781-1833)       | Partito Tory                                         | 2 giugno 1828                  |                   |                     |
| Wellington I  |                  |                                     | George Hamilton Gordon (1784-1860)                   | Partito Tory                   | 2 giugno 1828     | 22 novembre 1830    |
|               |                  | Henry John Temple (1784-1865)       | Whigs                                                | Grey                           | 22 novembre 1830  | 16 luglio 1834      |
| Melbourne I   | 16 luglio 1834   | Henry John Temple (1784-1865)       | Whigs                                                | 17 novembre 1834               |                   |                     |
|               |                  | Arthur Wellesley (1769-1852)        | Partito Tory (1834) Partito Conservatore (1834-1835) | Wellington II                  | 17 novembre 1834  | 10 dicembre 1834    |
| Peel I        | 10 dicembre 1834 | Arthur Wellesley (1769-1852)        | Partito Tory (1834) Partito Conservatore (1834-1835) | 8 aprile 1935                  |                   |                     |
|               |                  | Henry John Temple (1784-1865)       | Whigs                                                | Melbourne II                   | 8 aprile 1935     | 10 maggio 1839      |
| Melbourne III | 10 maggio 1839   | Henry John Temple (1784-1865)       | Whigs                                                | 30 agosto 1941                 |                   |                     |
|               |                  | George Hamilton Gordon (1784-1860)  | Partito Conservatore                                 | Peel II                        | 30 agosto 1941    | 6 luglio 1846       |
|               |                  | Henry John Temple (1784-1865)       | Whigs                                                | Russell I                      | 6 luglio 1846     | 26 dicembre 1851    |
|               |                  | George Leveson-Gower (1815-1891)    | Whigs                                                | Russell I                      | 26 dicembre 1851  | 27 febbraio 1852    |
|               |                  | James Harris (1807-1889)            | Partito Conservatore                                 | Derby I                        | 27 febbraio 1852  | 28 dicembre 1852    |
|               |                  | John Russell (1792-1878)            | Whigs                                                | Aberdeen                       | 28 dicembre 1852  | 12 febbraio 1853    |
|               |                  | George Villiers (1800-1870)         | Whigs                                                | Aberdeen                       | 12 febbraio 1853  | 6 febbraio 1855     |
| Palmerston I  | 6 febbraio 1855  | George Villiers (1800-1870)         | Whigs                                                | 26 febbraio 1858               |                   |                     |
|               |                  | James Harris (1807-1889)            | Partito Conservatore                                 | Derby II                       | 26 febbraio 1858  | 11 giugno 1859      |
|               |                  | John Russell (1792-1878)            | Partito Liberale                                     | Palmerston II                  | 11 giugno 1859    | 29 ottobre 1865     |
| Russell II    | 29 ottobre 1865  | John Russell (1792-1878)            | Partito Liberale                                     | 3 novembre 1865                |                   |                     |
| Russell II    |                  |                                     | George Villiers (1800-1870)                          | Partito Liberale               | 3 novembre 1865   | 6 luglio 1866       |
|               |                  | Edward Stanley (1826-1893)          | Partito Conservatore                                 | Derby III                      | 6 luglio 1866     | 27 febbraio 1868    |
| Disraeli I    | 27 febbraio 1868 | Edward Stanley (1826-1893)          | Partito Conservatore                                 | 9 dicembre 1868                |                   |                     |
| Gladstone I   | 9 dicembre 1868  | Edward Stanley (1826-1893)          | Partito Conservatore                                 | 6 luglio 1870                  |                   |                     |
|               |                  | George Villiers (1800-1870)         | Partito Liberale                                     | Gladstone I                    | 9 dicembre 1868   | 6 luglio 1870       |
|               |                  | George Leveson-Gower (1815-1891)    | Partito Liberale                                     | Gladstone I                    | 6 luglio 1870     | 21 febbraio 1874    |
|               |                  | Edward Stanley (1826-1893)          | Partito Conservatore                                 | Disraeli II                    | 21 febbraio 1874  | 2 aprile 1878       |
|               |                  | Robert Gascoyne-Cecil (1830-1903)   | Partito Conservatore                                 | Disraeli II                    | 2 aprile 1878     | 28 aprile 1880      |
|               |                  | George Leveson-Gower (1815-1891)    | Partito Liberale                                     | Gladstone II                   | 28 aprile 1880    | 24 giugno 1885      |
|               |                  | Robert Gascoyne-Cecil (1830-1903)   | Partito Conservatore                                 | Salisbury I                    | 24 giugno 1885    | 6 febbraio 1886     |
|               |                  | Archibald Primrose (1847-1929)      | Partito Liberale                                     | Gladstone III                  | 6 febbraio 1886   | 3 agosto 1886       |
|               |                  | Stafford Northcote (1818-1887)      | Partito Conservatore                                 | Salisbury II                   | 3 agosto 1886     | 12 gennaio 1887     |
|               |                  | Robert Gascoyne-Cecil (1830-1903)   | Partito Conservatore                                 | Salisbury II                   | 14 gennaio 1887   | 18 agosto 1892      |
|               |                  | Archibald Primrose (1847-1929)      | Partito Liberale                                     | Gladstone IV                   | 18 agosto 1892    | 10 marzo 1894       |
|               |                  | John Wodehouse (1826-1902)          | Partito Liberale                                     | Rosebery                       | 10 marzo 1894     | 25 giugno 1895      |
|               |                  | Robert Gascoyne-Cecil (1830-1903)   | Partito Conservatore                                 | Salisbury III                  | 25 giugno 1895    | 12 novembre 1900    |
|               |                  | Henry Petty-Fitzmaurice (1845-1927) | Partito Liberale Unionista                           | Salisbury III                  | 12 novembre 1900  | 12 luglio 1902      |
| Balfour       | 12 luglio 1902   | Henry Petty-Fitzmaurice (1845-1927) | Partito Liberale Unionista                           | 5 dicembre 1905                |                   |                     |
|               |                  | Edward Grey (1862-1933)             | Partito Liberale                                     | Campbell-Bannerman             | 10 dicembre 1905  | 5 aprile 1908       |
| Asquith I     | 5 aprile 1908    | Edward Grey (1862-1933)             | Partito Liberale                                     | 25 maggio 1915                 |                   |                     |
| Asquith II    | 25 maggio 1915   | Edward Grey (1862-1933)             | Partito Liberale                                     | 10 dicembre 1916               |                   |                     |
|               |                  | Arthur James Balfour (1848-1930)    | Partito Conservatore                                 | Lloyd George                   | 10 dicembre 1916  | 23 ottobre 1919     |
|               |                  | George Curzon (1859-1925)           | Partito Conservatore                                 | Lloyd George                   | 23 ottobre 1919   | 23 ottobre 1922     |

### Regno Unito (1922-presente)
| Segretario                                       | Segretario       | Segretario                           | Partito                       | Governo                   | Mandato           | Mandato            |
| Segretario                                       | Segretario       | Segretario                           | Partito                       | Governo                   | Inizio            | Fine               |
| ------------------------------------------------ | ---------------- | ------------------------------------ | ----------------------------- | ------------------------- | ----------------- | ------------------ |
| Affari esteri                                    |                  |                                      |                               |                           |                   |                    |
|                                                  |                  | George Curzon (1859-1925)            | Partito Conservatore          | Bonar Law                 | 23 ottobre 1922   | 20 maggio 1923     |
| Baldwin I                                        | 20 maggio 1923   | George Curzon (1859-1925)            | Partito Conservatore          | 22 gennaio 1924           |                   |                    |
|                                                  |                  | Ramsay MacDonald (1866-1937)         | Partito Laburista             | MacDonald I               | 22 gennaio 1924   | 4 novembre 1924    |
|                                                  |                  | Austen Chamberlain (1863-1937)       | Partito Conservatore          | Baldwin II                | 22 gennaio 1924   | 5 giugno 1929      |
|                                                  |                  | Arthur Henderson (1863-1935)         | Partito Laburista             | MacDonald II              | 5 giugno 1929     | 25 agosto 1931     |
|                                                  |                  | Rufus Isaacs (1860-1935)             | Partito Liberale              | Primo governo nazionale   | 25 agosto 1931    | 5 novembre 1931    |
|                                                  |                  | John Allsebrook Simon (1873-1954)    | Partito Liberale Nazionale    | Secondo governo nazionale | 5 novembre 1931   | 7 giugno 1935      |
|                                                  |                  | Samuel Hoare (1880-1959)             | Partito Conservatore          | Terzo governo nazionale   | 7 giugno 1935     | 18 dicembre 1935   |
|                                                  |                  | Anthony Eden (1897-1977)             | Partito Conservatore          | Terzo governo nazionale   | 22 dicembre 1935  | 28 maggio 1937     |
| Quarto governo nazionale                         | 28 maggio 1937   | Anthony Eden (1897-1977)             | Partito Conservatore          | 21 febbraio 1938          |                   |                    |
| Quarto governo nazionale                         |                  |                                      | Edward Wood (1881-1959)       | Partito Conservatore      | 21 febbraio 1938  | 3 settembre 1939   |
| Governo di guerra Chamberlain                    | 3 settembre 1939 | 10 maggio 1940                       | Edward Wood (1881-1959)       | Partito Conservatore      |                   |                    |
| Governo di guerra Churchill                      | 3 settembre 1939 | 22 dicembre 1940                     | Edward Wood (1881-1959)       | Partito Conservatore      |                   |                    |
| Governo di guerra Churchill                      |                  |                                      | Anthony Eden (1897-1977)      | Partito Conservatore      | 22 dicembre 1940  | 23 maggio 1945     |
| Churchill II                                     | 23 maggio 1945   | 26 luglio 1945                       | Anthony Eden (1897-1977)      | Partito Conservatore      |                   |                    |
|                                                  |                  | Ernest Bevin (1881-1951)             | Partito Laburista             | Attlee                    | 26 luglio 1945    | 9 marzo 1951       |
|                                                  |                  | Herbert Stanley Morrison (1888-1965) | Partito Laburista             | Attlee                    | 9 marzo 1951      | 26 ottobre 1951    |
|                                                  |                  | Anthony Eden (1897-1977)             | Partito Conservatore          | Churchill III             | 26 ottobre 1951   | 7 aprile 1955      |
|                                                  |                  | Harold Macmillan (1894-1983)         | Partito Conservatore          | Eden                      | 7 aprile 1955     | 20 dicembre 1955   |
|                                                  |                  | Selwyn Lloyd (1904-1978)             | Partito Conservatore          | Eden                      | 20 dicembre 1955  | 10 gennaio 1957    |
| Macmillan                                        | 10 gennaio 1957  | Selwyn Lloyd (1904-1978)             | Partito Conservatore          | 27 luglio 1960            |                   |                    |
| Macmillan                                        |                  |                                      | Alec Douglas-Home (1903-1995) | Partito Conservatore      | 27 luglio 1960    | 20 ottobre 1963    |
|                                                  |                  | Rab Butler (1902-1982)               | Partito Conservatore          | Douglas-Home              | 20 ottobre 1963   | 16 ottobre 1964    |
|                                                  |                  | Patrick Gordon Walker (1907-1980)    | Partito Laburista             | Wilson I                  | 16 ottobre 1964   | 22 gennaio 1965    |
|                                                  |                  | Michael Stewart (1906-1990)          | Partito Laburista             | Wilson I                  | 22 gennaio 1965   | 31 marzo 1966      |
| Wilson II                                        | 31 marzo 1966    | Michael Stewart (1906-1990)          | Partito Laburista             | 11 agosto 1966            |                   |                    |
| Wilson II                                        |                  |                                      | George Brown (1914-1985)      | Partito Laburista         | 11 agosto 1966    | 16 marzo 1968      |
| Wilson II                                        |                  |                                      | Michael Stewart (1906-1990)   | Partito Laburista         | 16 marzo 1968     | 19 giugno 1970     |
| Affari esteri e del Commonwealth                 |                  |                                      |                               |                           |                   |                    |
|                                                  |                  | Alec Douglas-Home (1903-1995)        | Partito Conservatore          | Heath                     | 19 giugno 1970    | 4 marzo 1974       |
|                                                  |                  | James Callaghan (1912-2005)          | Partito Laburista             | Wilson III                | 4 marzo 1974      | 10 ottobre 1974    |
| Wilson IV                                        | 10 ottobre 1974  | James Callaghan (1912-2005)          | Partito Laburista             | 8 aprile 1976             |                   |                    |
|                                                  |                  | Anthony Crosland (1918-1977)         | Partito Laburista             | Callaghan                 | 8 aprile 1976     | 19 febbraio 1977 † |
|                                                  |                  | David Owen (1938)                    | Partito Laburista             | Callaghan                 | 21 febbraio 1977  | 4 maggio 1979      |
|                                                  |                  | Peter Carington (1919-2018)          | Partito Conservatore          | Thatcher I                | 4 maggio 1979     | 5 aprile 1982      |
|                                                  |                  | Francis Pym (1922-2008)              | Partito Conservatore          | Thatcher I                | 5 aprile 1982     | 11 giugno 1983     |
|                                                  |                  | Geoffrey Howe (1926-2015)            | Partito Conservatore          | Thatcher II               | 11 giugno 1983    | 11 giugno 1987     |
| Thatcher III                                     | 11 giugno 1987   | Geoffrey Howe (1926-2015)            | Partito Conservatore          | 24 luglio 1989            |                   |                    |
| Thatcher III                                     |                  |                                      | John Major (1943)             | Partito Conservatore      | 24 luglio 1989    | 26 ottobre 1989    |
| Thatcher III                                     |                  |                                      | Douglas Hurd (1930)           | Partito Conservatore      | 26 ottobre 1989   | 28 novembre 1990   |
| Major I                                          | 28 novembre 1990 | 10 aprile 1992                       | Douglas Hurd (1930)           | Partito Conservatore      |                   |                    |
| Major II                                         | 10 aprile 1992   | 5 luglio 1995                        | Douglas Hurd (1930)           | Partito Conservatore      |                   |                    |
| Major II                                         |                  |                                      | Malcolm Rifkind (1946)        | Partito Conservatore      | 5 luglio 1995     | 2 maggio 1997      |
|                                                  |                  | Robin Cook (1946-2005)               | Partito Laburista             | Blair I                   | 2 maggio 1997     | 8 giugno 2001      |
|                                                  |                  | Jack Straw (1946)                    | Partito Laburista             | Blair II                  | 8 giugno 2001     | 6 maggio 2005      |
| Blair III                                        | 6 maggio 2005    | Jack Straw (1946)                    | Partito Laburista             | 5 maggio 2006             |                   |                    |
| Blair III                                        |                  |                                      | Margaret Beckett (1943)       | Partito Laburista         | 5 maggio 2006     | 27 giugno 2007     |
|                                                  |                  | David Miliband (1965)                | Partito Laburista             | Brown                     | 27 giugno 2007    | 12 maggio 2010     |
|                                                  |                  | William Hague (1961)                 | Partito Conservatore          | Cameron I                 | 12 maggio 2010    | 14 luglio 2014     |
|                                                  |                  | Philip Hammond (1955)                | Partito Conservatore          | Cameron I                 | 14 luglio 2014    | 8 maggio 2015      |
| Cameron II                                       | 8 maggio 2015    | Philip Hammond (1955)                | Partito Conservatore          | 13 luglio 2016            |                   |                    |
|                                                  |                  | Boris Johnson (1964)                 | Partito Conservatore          | May I                     | 13 luglio 2016    | 11 giugno 2017     |
| May II                                           | 11 giugno 2017   | Boris Johnson (1964)                 | Partito Conservatore          | 9 luglio 2018             |                   |                    |
| May II                                           |                  |                                      | Jeremy Hunt (1966)            | Partito Conservatore      | 9 luglio 2018     | 24 luglio 2019     |
|                                                  |                  | Dominic Raab (1974)                  | Partito Conservatore          | Johnson I                 | 24 luglio 2019    | 16 dicembre 2019   |
| Johnson II                                       | 16 dicembre 2019 | Dominic Raab (1974)                  | Partito Conservatore          | 15 settembre 2021         |                   |                    |
| Johnson II                                       |                  |                                      | Liz Truss (1975)              | Partito Conservatore      | 15 settembre 2021 | 6 settembre 2022   |
| Affari esteri, del Commonwealth e dello sviluppo |                  |                                      |                               |                           |                   |                    |
|                                                  |                  | James Cleverly (1969)                | Partito Conservatore          | Truss                     | 6 settembre 2022  | 25 ottobre 2022    |
| Sunak                                            | 25 ottobre 2022  | James Cleverly (1969)                | Partito Conservatore          | 13 novembre 2023          |                   |                    |
| Sunak                                            |                  |                                      | David Cameron (1966)          | Partito Conservatore      | 13 novembre 2023  | 5 luglio 2024      |
|                                                  |                  | David Lammy (1972)                   | Partito Laburista             | Starmer                   | 5 luglio 2024     | in carica          |

### Esplicative
1. 1 2 3 4 5 6 7 8  Ricopre anche la carica di Leader della Camera dei comuni.
2. ↑  Ricopre anche la carica di Primo Lord del commercio.
3. ↑  Ricopre anche la carica di Segretario di Stato per il Dipartimento dell'interno.
4. ↑  Ricopre anche la carica di Presidente del Board of Trade.
5. ↑  Ricopre anche la carica di Leader della Camera dei comuni dall'8 giugno 1812.
6. ↑  Come unico Segretario di Stato ad interim fino al 10 dicembre 1934, dalla medesima data ricopre anche la carica di Leader della Camera dei comuni.
7. ↑  Dal 29 ottobre 1865 ricopre anche le cariche di Primo ministro, di Primo lord del tesoro e di Leader della Camera dei comuni.
8. ↑  Ricopre anche le cariche di Primo ministro e di Leader della Camera dei lord.
9. ↑  Ricopre anche le cariche di Primo ministro, di Primo lord del tesoro e di Leader della Camera dei lord.
10. ↑  Ricopre anche le cariche di Primo ministro, di Primo lord del tesoro e di Leader della Camera dei lord.
11. 1 2 3  Ricopre anche la carica di Leader della Camera dei lord.
12. ↑  Ricopre anche le cariche di Primo ministro, di Primo lord del tesoro e di Leader della Camera dei comuni.
13. ↑  Ricopre anche le cariche di Lord presidente del Consiglio fino al 9 marzo 1938 e di Leader della Camera dei lord dal 3 ottobre 1940.
14. ↑  Ricopre anche la carica di Leader della Camera dei comuni dal 22 novembre 1942.
15. ↑  Ricopre anche la carica di Leader della Camera dei comuni fino al 16 marzo 1951.
16. ↑  Dal 17 ottobre 1968.
17. 1 2  Ricopre anche la carica di Primo Segretario di Stato.
18. ↑  Ricopre anche la carica di Ministro per le donne e le pari opportunità.
19. ↑  Da settembre 2020.